# Ruta Estatal de Nevada 844
La Ruta Estatal de Nevada 844, y abreviada SR 844 (en inglés: Nevada State Route 844) es una carretera estatal estadounidense ubicada en el estado de Nevada. La carretera inicia en el Oeste desde la SR 361     en Gabbs hacia el Este en la Reserva Nacional de Humboldt-Toiyabe. La carretera tiene una longitud de 19,8 km (12.319 mi).

## Mantenimiento
Al igual que las autopistas interestatales, y las rutas federales y el resto de carreteras estatales, la Ruta Estatal de Nevada 844 es administrada y mantenida por el Departamento de Transporte de Nevada por sus siglas en inglés Nevada DOT.